# 덕산비행장
덕산비행장(德山飛行場)은 함경남도 함흥시의 군용 비행장이다. 광복당시 함주군 덕산면 지역에 있다.